# Rojownik pospolity
Rojownik pospolity, rojnik pospolity, rojniczek pospolity (Jovibarba sobolifera) – gatunek rośliny należący do rodziny gruboszowatych. Występuje na niżu Polski, w pasie wyżyn oraz w Sudetach i Karpatach. Jest także rośliną uprawną i często dziczejącą (ergazjofigofit).

## Morfologia

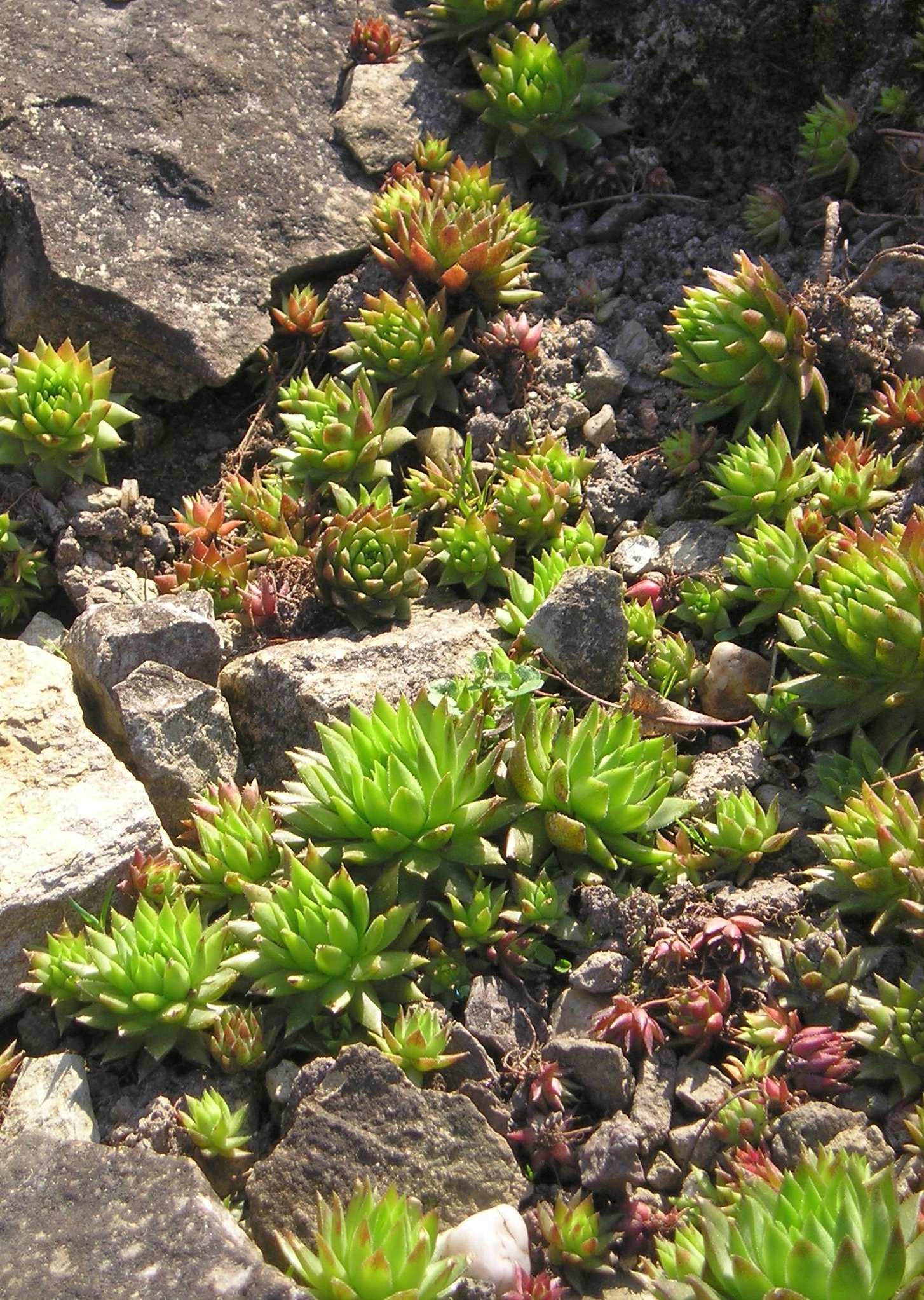
Rozety liści

PokrójRoślina tworząca zwarte, przyziemne różyczki liściowe, z których wyrastają pędy kwiatowe. Tworzy rozłogi, dzięki którym gęsto wyrastające z nich nowe różyczki tworzą zwarte kępy.
ŁodygaPęd kwiatowy, wzniesiony i gruby, o wysokości 10–40 cm. Wyrasta dopiero w okresie kwitnienia rośliny.
LiścieTworzy bladozielone, kuliste i silnie zwarte różyczki liściowe o średnicy do 5 cm. Poszczególne liście w różyczce są silnie mięsiste, nagie, odwrotnie jajowatopodługowate i mają orzęsione brzegi oraz zaostrzone i ciemniejsze końce (u odmian ogrodowych liście o różnym kolorze i różnych kształtach). Liście są stale wzniesione i przegięte do środka (tylko w starych różyczkach liście skrajne rozwierają się).
KwiatyDuże, zebrane na szczycie pędu kwiatowego w gęsty kwiatostan. Działki kielicha dwukrotnie mniejsze od płatków korony i orzęsione brzegiem. Kwiaty promieniste 6 (czasami 7)-krotne, jasnożółte, gruczołowato omszone, płatki wydłużone i ostro zakończone (u odmian ozdobnych płatki również w innych kolorach i kształtach).
OwocWzniesiona torebka.
Gatunki podobneBardzo podobny jest występujący w Tatrach i Pieninach rojownik włochaty. Różni się on tym, że ma rozwarte różyczki liściowe, a liście łukowato przegięte do środka.

## Biologia i ekologia
- Bylina. Kwitnie od września do października, kwiaty zapylane są przez owady. Należy do tzw. sukulentów – roślin przystosowanych do życia w skrajnie suchych środowiskach. Potrafi przez długi czas przetrwać bez nawadniania, dzięki temu, że gromadzi spore ilości wody w soku komórkowym (to właśnie dzięki temu ma takie mięsiste liście).
- Siedlisko: skały, piaski, Chamefit, sukulent.
- W klasyfikacji zbiorowisk roślinnych gatunek charakterystyczny dla All. Koelerion glaucae (podgat. J. sobolifera subsp. sobolifera) i Ass. Carici sempervirentis-festucetum (podgat. J. sobolifera subsp. preissiana[4].
- Liczba chromosomów 2n=38[5].

## Zagrożenia i ochrona
Roślina objęta ścisłą ochroną gatunkową. Jej stanowiska chronione są w wielu rezerwatach przyrody, m.in.: Góra Miedzianka, Góra Chełm, Góra Zelejowa, Kajasówka. 
Umieszczona na polskiej czerwonej liście w kategorii VU (narażony). Zagrożone są tylko stanowiska na niżu – głównie z powodu niszczenia siedlisk oraz wyrywania okazów do przydomowych ogródków.

## Zastosowanie
- Roślina ozdobna: często uprawiana, szczególnie w ogrodach skalnych, na cmentarzach, na murkach, rabatach. 
  - Sposób uprawy: uprawiana jest przeważnie z sadzonek – ukorzenionych różyczek. Wymaga pełnego słońca, natomiast ma bardzo skromne wymagania co do gleby – lepsza jest bardziej jałowa, piaszczysta. Przetrzymuje długotrwałą suszę bez podlewania, jednak jeśli będziemy go w czasie suszy podlewać, rośnie szybciej i nie obsychają mu zewnętrzne liście różyczki.